# Bassozetus galatheae
Bassozetus galatheae is een straalvinnige vissensoort uit de familie van naaldvissen (Ophidiidae). De wetenschappelijke naam van de soort is voor het eerst geldig gepubliceerd in 2000 door Nielsen & Merrett.